# Парк Победы (Ишимбай)
Парк Победы — парк культуры и отдыха в городе Ишимбае. Основан в 1960 году.
Парк находится на пересечении улиц Революционной, Гагарина, Салавата Юлаева и Социалистической.

## История

Обелиск воинской Славы

Парк Победы основан в 1960 году, благодаря усилиям электрических сетей города Ишимбая. Первоначальное его название — сквер имени XXII Съезда КПСС.
С 1967 по 2017 год в парке стоял обелиск воинской славы, демонтированный 
В 2010 году прошла капитальная реконструкция. Территория приведена в надлежащий порядок и облагорожена: реконструирован обелиск, разбиты цветочные клумбы, построены детские площадки, обновлена ограда, проложены асфальтовые дорожки, красиво оформлен парадный вход, высажены молодые деревца
. На его реконструкцию было израсходовано более 2 миллионов рублей.
9 мая 2010 года к 65-летию Победы в Великой Отечественной войне парк открылся.

## Достопримечательности
- Памятник Советскому солдату. Установлен в 2017 году по инициативе Российского военно-исторического общества[6]. Скульптор Денис Стретович.